# العباس بن محمد
الأمير أبو الفضل العبَّاس بن مُحمَّد بن علي بن عبد الله بن العبَّاس بن عبد المُطلب القُرشيُّ الهاشميِّ (ذي الحجَّة 120 - رجب 186هـ / ديسمبر 738 -  يوليو 802م)، المعروف اختصارًا العبَّاس بن مُحمَّد، هو أمير عبَّاسي في صدر الدولة، وهو أخو الخليفتين أبو العباس السفاح وأبو جعفر المنصور، وعم الخليفة المهدي ، وعم والد الخليفتين هارون الرشيد وموسى الهادي. عُرف بمكانته الرفيعة في البيت العبَّاسي ورجاحة عقله وجوده، وتولى إمارة الجزيرة في عهد ابن أخيه هارون الرشيد.

## نسبه
هو العبَّاس بن محمد بن علي بن عبد الله بن عباس بن عبد المطلب بن هاشم بن عبد مناف بن قصي بن كلاب بن مرة بن كعب بن لؤي بن غالب بن فهر بن مالك بن النضر بن كنانة بن خزيمة بن مدركة بن إلياس بن مضر بن نزار بن معد بن عدنان.

## سيرته
كان من رجالات بني هاشم البارزين، ويُعتبر من الجيل المؤسس للدولة العباسية. حظي بمكانة خاصة لدى ابن أخيه الخليفة هارون الرشيد الذي كان يقول عنه: «عمي العباس بن محمد يذكّرني بأسلافنا». ووُصف بأنه كان «أجود الناس رأيًا».

## ولايته على الجزيرة
في سنة 185هـ / 801م، ولَّى الخليفة هارون الرشيد عمه العبَّاس بن محمد إمارة الجزيرة. انتقل العباس إلى الرقة التي كانت مقر إقامته كوالٍ. اهتمامًا بمكانة عمه، أمر الرشيد بتجهيز قصر الإمارة في الرقة وفرشه بأفخم الأثاث، وزوده بالخدم والحشم، وأرسل إليه مبلغًا ضخمًا قدره خمسة ملايين درهم كنفقات وتجهيز.

## من أقواله وحكمته
عُرف العباس برجاحة العقل والحكمة، وتُنسب إليه أقوال تدل على ذلك:
- نصحه للرشيد في إدارة المال: «إنما مالك تُزرع به من أصلحتَ نعمتك، ويُهلكك تعمّدك به من كثّرها». (أي أن المال يُستثمر في تأليف قلوب الموالين، وإعطاؤه لمن يجمعه فقط قد يؤدي للهلاك).
- رأيه في الطب والحمية: لما كان طبيب الرشيد يضع له حمية قائلًا: «كُل كذا ولا تأكل كذا»، قال العباس للطبيب: «أنت أحمق، إذا صححت فكُل كل شيء، وإذا مرضت فاحتم من كل شيء».
- في الجود والكرم: جاءه رجل يطلب حاجة وصفها بالصغيرة، فرد عليه العباس قائلًا: «اطلب لها رجلًا صغيرًا». (إشارة إلى أنه لا يتعامل إلا مع الأمور الكبيرة أو لا يقضي الحوائج إلا بعطاء كبير كنايةً عن جوده).

## ثناء الشعراء
أثنى الشعراء على كرم العباس ومكانته، ومن ذلك قول الشاعر ابن الكامل فيه:

## وفاته
توفي العباس بن محمد في بغداد في شهر رجب سنة 186هـ / يوليو 802م، عن عمر يناهز خمسة وستين عامًا وستة أشهر وستة عشر يومًا. وكانت علته داء الماء الأصفر. صلى عليه ابن ابن أخيه ووليُّ العهد آنذاك محمد الأمين، ودُفن في العبَّاسية ببغداد (والتي يُعتقد أنها نُسبت إليه). وله ذرية باقية.

### فهرس المنشورات
1. 1 2 3  خير الدين الزركلي (2002)، الأعلام: قاموس تراجم لأشهر الرجال والنساء من العرب والمستعربين والمستشرقين (ط. 15)، بيروت: دار العلم للملايين، ج. 3، ص. 264، OCLC:1127653771، QID:Q113504685
2. 1 2 3 4 5 6  البغدادي (2001)، ج. 14، ص. 5.
3. ↑  البغدادي (2001)، ج. 14، ص. 6.

### معلومات المنشورات كاملة
الكتب مرتبة حسب تاريخ النشر
- الخطيب البغدادي (2001)، تاريخ بغداد، تحقيق: بشار عواد معروف (ط. 1)، بيروت: دار الغرب الإسلامي، OCLC:49659164، QID:Q114815356